# 1752 au Canada
Pour un article plus général, voir Chronologie du Canada.
Cet article traite des événements qui se sont produits durant l'année 1752 au Canada.

## Événements

### Nouvelle-France
- 20 janvier : concession au sieur Dumont de la seigneurie de Bellefeuille, augmentation de la seigneurie des Mille-Îles, près des Laurentides et assujetti au gouvernement de Montréal[1].
- 22 février : attaque du fort La Reine par les Assiniboines[2].
- 17 mars : Charles III Le Moyne devient administrateur provisoire de la Nouvelle-France à la suite du décès du gouverneur en place[3].
- 23 mars : édition du premier journal au Canada nommé le Halifax Gazette (en)[4].
- 16 avril : le marchand de fourrure polonais Dominique Bartzsch signe à Montréal un contrat de mariage avec Thérèse Filiau, dit Dubois[5]. C'est le premier résident d'origine polonaise.
- 17-23 mai : incendie majeur à Trois-Rivières[6].

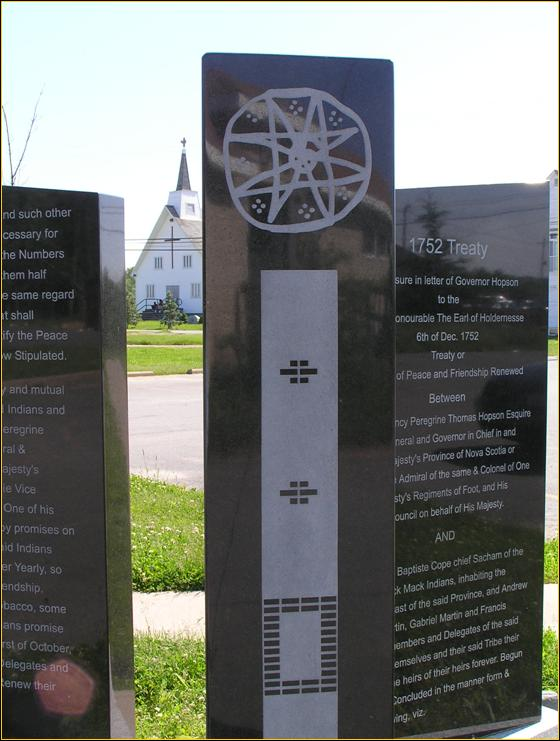
Monument relatant le traité de 1752 avec Jean-Baptiste Cope

- 28 mai : traité de Logstown (en) entre les britanniques et plusieurs nations amérindiennes assurant leur loyauté contre les français dans la vallée de l'Ohio[7].
- Mai-juin  : dans l'ouest, fort La Reine est incendié par des Assiniboines, quatre jours après le départ de Le Gardeur de Saint-Pierre[2].
- 12 juin : charte de la loge Albion, No. 2[8]. Établissement de deux loges de francs-maçons à Montréal et Québec[9].
- 21 juin : raid français et amérindien contre le village Miamis de Pickawillany dans la Vallée de l'Ohio, mené par Charles Michel de Langlade. Le chef Miamis Memeskia dit la demoiselle est tué, son corps est bouilli et mangé[10].
- 7 août : Michel-Ange Duquesne de Menneville devient gouverneur de la Nouvelle-France[11].
- 2 septembre : L'Empire britannique passe du calendrier julien au calendrier grégorien. La date passe du 2 septembre au 14 septembre[12].
- 14 octobre : Pierre-Victor Reverd, un soldat faux-monnayeur, est pendu sur la place publique de la basse-ville de Québec[13].
- 22 novembre : traité de paix entre les britanniques et le chef Micmac Jean-Baptiste Cope (en)[14]. Il n'a pas l'approbation de tous les micmacs.
- Arrivée de six missionnaires moraviens au Labrador pour tenter de convertir au christianisme les Inuits mais ils sont tués par ceux-ci[15].
- Jean-Étienne Guettard produit la première carte minéralogique de l'Amérique du Nord représentant principalement des données sur le Canada et la Louisiane. Jean François Gauthier lui envoie des minéraux du Canada[16].
- Recensement de Louisbourg : 2 690 personnes[17].
- Apogée du commerce du Ginseng américain entre la Nouvelle-France et la Chine. Une mauvaise utilisation de la plante dont la cueillette des racines en mai au lieu de septembre et un séchage accéléré au four va entraîner l'effondrement de ce commerce[18].

## Naissances
- 29 janvier : Pierre Martin, amiral français († 1er novembre 1820).
- 25 février : John Graves Simcoe, premier lieutenant-gouverneur du Haut-Canada et fondateur de la ville York († 26 octobre 1806).
- 13 avril ; Joseph Drapeau, seigneur et politicien († 3 novembre 1810).
- 4 juillet : Ignace-Michel-Louis-Antoine d'Irumberry de Salaberry, politicien († 22 mars 1828).
- 16 octobre : Joseph Papineau, seigneur et politicien († 8 juillet 1841).
- 21 novembre : George Pozer, loyaliste et seigneur († 16 juin 1848).

## Décès

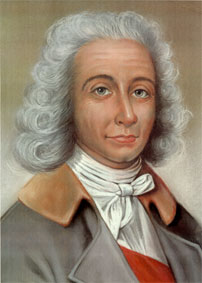
Jacques-Pierre de Taffanel de la Jonquière

- 6 février : Michel Guignas, missionnaire et éducateur jésuite (° 22 janvier 1681).
- 17 mars : Jacques-Pierre de Taffanel de la Jonquière, lieutenant-général et gouverneur de la Nouvelle-France (° 18 avril 1685).
- 21 juin : Memeskia, chef Miami dit la demoiselle (° 1695).
- Michel de Gannes de Falaise, officier de la marine (° 1702).